# Jim Chones
James Bernett Chones, detto Jim (Racine, 30 novembre 1949), è un ex cestista statunitense, professionista nella ABA, nella NBA e in Italia.
È il padre di Kaayla Chones.

## Carriera
Venne selezionato dai Los Angeles Lakers al secondo giro del Draft NBA 1973 (31ª scelta assoluta).
Nel 1972, prima di essersi laureato, scelse di giocare in ABA con i New York Nets venendo inserito all'interno del ABA All-Rookie Team, la stagione successiva passò a giocare con i Carolina Cougars allenati da Larry Brown.
Nel 1974 si trasferì in NBA ai Cleveland Cavaliers dove resterà il centro titolare per 5 stagioni, per poi trasferirsi ai Los Angeles Lakers dove vincerà il titolo NBA alla sua prima stagione a Los Angeles nel 1980 contro i Philadelphia 76ers.
Con gli Stati Uniti ha disputato i Giochi panamericani di Cali 1971.

## Palmarès
- Campionato NBA: 1

Los Angeles Lakers: 1980
- NCAA AP All-America First Team (1972)
- ABA All-Rookie Team (1973)
- Ventisettesimo per numero di stoppate di sempre ABA